# Hans-Ulrich Henning
Hans-Ulrich Henning (* 25. März 1950 in Gütersloh; † 4. Oktober 2020) war ein deutscher Chorleiter, Sänger und Musikpädagoge.

## Wirken
Hans-Ulrich Henning studierte Schulmusik, Gesang und Germanistik an der Hochschule für Musik, Theater und Medien Hannover und an der Westfälischen Wilhelms-Universität Münster. Nach dem Examen für das Lehramt am Gymnasium studierte er von 1975 bis 1980 Gesang bei Peter Ziethen an der Musikhochschule Münster. Von 1979 bis 2018 (Ruhestand) war er Oberstudienrat für Musik am Gymnasium der CJD Jugenddorf-Christophorusschule Versmold. In dieser Eigenschaft initiierte und leitete er 1983 das bundesweite agierende Jugendsinfonieorchester des Christlichen Jugenddorfwerks Deutschlands und gründete 1979 den Christophorus-Jugendkammerchor Versmold, den er bis zuletzt leitete und mit dem er zahlreiche nationale und internationale Preise errang. Als Tenor war er von 1978 bis 1989 Mitglied im Vokalensemble ColVoc sowie Leadsänger des Vokalquartetts Drops, dessen Wirken in zahlreichen Fernseh-, Rundfunk- und Schallplattenproduktionen dokumentiert ist. Henning war Juror in zahlreichen Wettbewerben und Mitglied der European Choral Association – Europa Cantat, des Arbeitskreises Musik in der Jugend, der International Federation for Choral Music und erhielt den Titel Chordirektor vom Internationalen Chorleiterverband.

## Ehrungen
- 1985: Finalist des Deutschen Chorwettbewerbs
- 1993: 1. Preis beim International Choir Festival Olomouc
- 1997: Repräsentant Deutschlands beim Internationalen Jugendchorfestival in Thessaloniki
- 2001: Bruno-Kleine-Förderpreis für vorbildliche und nachhaltige Jugendarbeit
- 2002: Uraufführung eines Werkes von Max Beckschäfer
- 2002: Finalist des Deutschen Chorwettbewerbs
- 2004: Einladung zum IX. Pazaislio Muzikos Festivalis in Kaunas
- 2005: Stern des Jahres der Ostwestfälischen Printmedien für hervorragende Leistungen im Kulturleben Ostwestfalens
- 2006: Einladung zur 6. Internationalen Jugend-Kammerchor-Begegnung Usedom
- 2007: Deutschland-Repräsentant für das World Youth Festival of Arts in Aberdeen
- 2009: Repräsentant Nordrhein-Westfalens bei der Bundesbegegnung Schulen musizieren in Hamburg
- 2009: Goldmedaille und  Spezialpreis für die beste Programmauswahl und -dramaturgie beim  IV. International Festival of Advent and Christmas Music in Bratislava
- 2016: 1. Platz mit höchster Auszeichnung beim Summa Cum Laude International Youth Music Festival in Wien
- 2016: 1. Preis und Auszeichnung des vom 
Westdeutschen Rundfunk durchgeführten Wettbewerbs Der beste Chor im Westen
- 2016: Stern des Jahres der Ostwestfälischen Printmedien für hervorragende Leistungen im Kulturleben Ostwestfalens
- 2019: Wertestern des Jahres der Stiftung für Christliche Wertebildung[2][3]
- 2020: Bundesverdienstkreuz am Bande[4]

## Tondokumente
- Barbershop Songs (LP Vokalquartett Drops, 1981)
- Chansons und Schlager für Herrenquartett (LP Vokalquartett Drops, 1983)
- O Täler weit, o Höhen – Volkslieder der Romantik (LP Vokalquartett Drops, 1987)
- Schlager und Chansons (CD Vokalquartett Drops, 1988)
- Drops... von der Rolle, Evergreens und Chansons (CD Vokalquartett Drops, 1993)
- Jauchzet dem Herrn – Geistliche Chor- und Orgelmusik aus fünf Jahrhunderten (CD Christophorus-Jugendkammerchor Versmold, 1993)
- Weihnachten in Rheda-Wiedenbrück, u. a. mit Drops (CD Vokalquartett Drops, 1995)
- Drops... unter der Laterne (CD Vokalquartett Drops, 1997)
- Du Meine Seele, Singe (CD Christophorus-Jugendkammerchor Versmold, 1998)
- In einer kleinen Konditorei (CD Vokalquartett Drops, 1998)
- O Täler weit, o Höhen – Deutsche Volkslieder der Romantik (CD Vokalquartett Drops, 2003)
- Träume – Drömmarne – Skandinavische Chor- und Klaviermusik der Romantik (CD Christophorus-Jugendkammerchor Versmold, 2004)